# 明陽中學
明陽中學為位於臺灣高雄市的少年矯治學校，隸屬於中華民國法務部和中華民國教育部，該校的設立使一時迷途之少年得以繼續求學，獲得正規教育的機會，乃為教育刑的理念之具體貫徹。
「明陽中學」與「誠正中學」兩所國家少年矯正學校同時於民國88年（西元1999年）7月1日改制成立。

## 沿革
民國45年（1956年）10月，臺灣省政府成立「臺灣省立高雄少年感化院」，後於民國48年（1959年）2月更名為「臺灣省立高雄少年輔育院」。
民國70年（1981年）7月，改隸中華民國法務部，更名為「臺灣高雄少年輔育院」。收容臺灣省南部7縣市暨福建省金門縣等所在地之地方法院少年法庭裁定交付感化教育之男性少年受處分人。
民國88年（1999年）7月1日，改制為「明陽中學」，收容來自全國之少年受刑人。民國100年（2011年）1月1日，明陽中學因法務部矯正署成立而改隸屬後者。
民國101年（2012年）3月1日，明陽中學增設高雄少年觀護所燕巢分所及其附設觀察勒戒處所，收容未成年女性受刑人、收容少女及勒戒少女。

## 組織
- 校長（1人）
  - 副校長（1人，薦任第九職等）
  - 秘書（1人，薦任第八職等至第九職等）
    - 教務主任（1人）
    - 學務主任（1人）
    - 輔導主任（1人）
    - 總務主任（1人，薦任第七職等至第九職等）
    - 隊長（1人，薦任第七職等至第九職等）
    - 主任（1人，師(二)級）
    - 組長（9人）
    - 教導員（26人，薦任第六職等至第八職等）
    - 社會工作師（2人，委任第五職等或薦任第六職等至第七職等）
    - 技士（1人，委任第五職等或薦任第六職等至第七職等）
    - 組員（4人，委任第五職等或薦任第六職等至第七職等）
    - 臨床心理師、諮商心理師、藥劑師(生)、護理師(護士)（4人，師(三)級或士(生)級）
      - 主任管理員（4人，委任第四職等至第五職等）（內2人得列薦任第六職等）
      - 管理員（30人，委任第三職等至第五職等）
      - 辦事員（5人，委任第三職等至第五職等）
      - 書記（4人，委任第一職等至第三職等）
      - 教師、輔導教師、特教教師（37人）

行政單位
- 教務處[4]
  - 教學組
  - 註冊組
  - 設備組
- 學務處[5]
  - 訓育組
  - 生輔組
  - 行政組
- 輔導處[6]
- 總務處[7]
  - 名籍保管組
  - 文書庶務組
- 警衛隊
- 醫護室[8]
- 人事室
- 政風室
- 主計室

## 資料來源
1. ↑  首長介紹 （页面存档备份，存于）.明陽中學.106-08-10
2. 1 2  . 明陽中學. 2017-10-30  [2018-03-01]. （原始内容存档于2018-03-01） （中文）.
3. 1 2 3 4  . 明陽中學. 107-10-03  [2020-06-10]. （原始内容存档于2020-11-26）.
4. ↑  教務處業務簡介 （页面存档备份，存于）.明陽中學.95-09-18
5. ↑  學生事務處業務簡介 （页面存档备份，存于）.明陽中學.106-10-30
6. ↑  輔導處業務簡介 （页面存档备份，存于）.明陽中學.110-08-27
7. ↑  總務處業務簡介 （页面存档备份，存于）.明陽中學.106-10-30
8. ↑  醫護室業務簡介 （页面存档备份，存于）.明陽中學.106-10-30
9. ↑  組織架構 （页面存档备份，存于）.明陽中學.106-08-11

## 外部連結
- 明陽中學（繁體中文） （页面存档备份，存于）
- 明陽中學的Facebook專頁
- YouTube上的明陽中學頻道